# Trimurti
Trimūrti o Trideva 

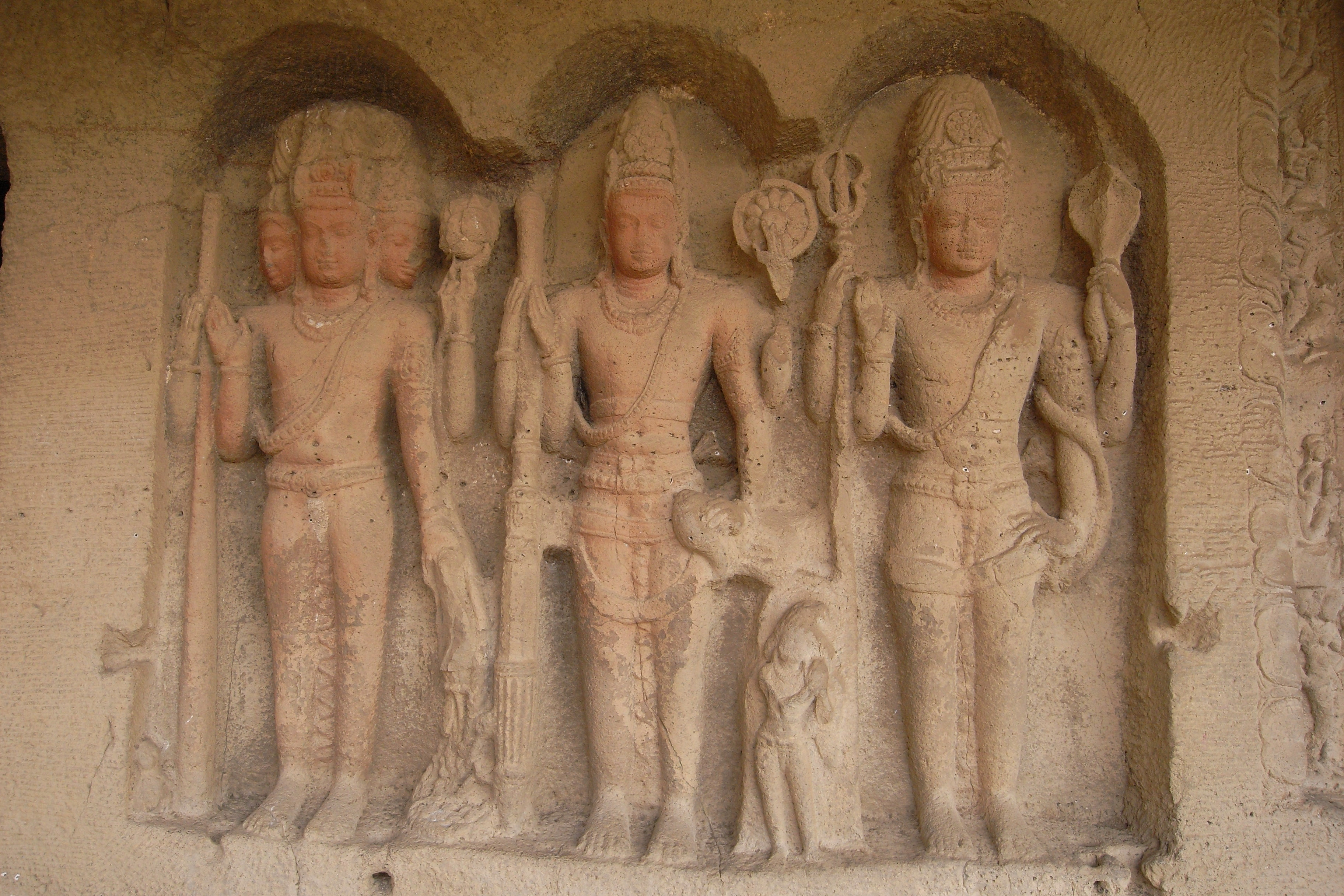
Trimurti

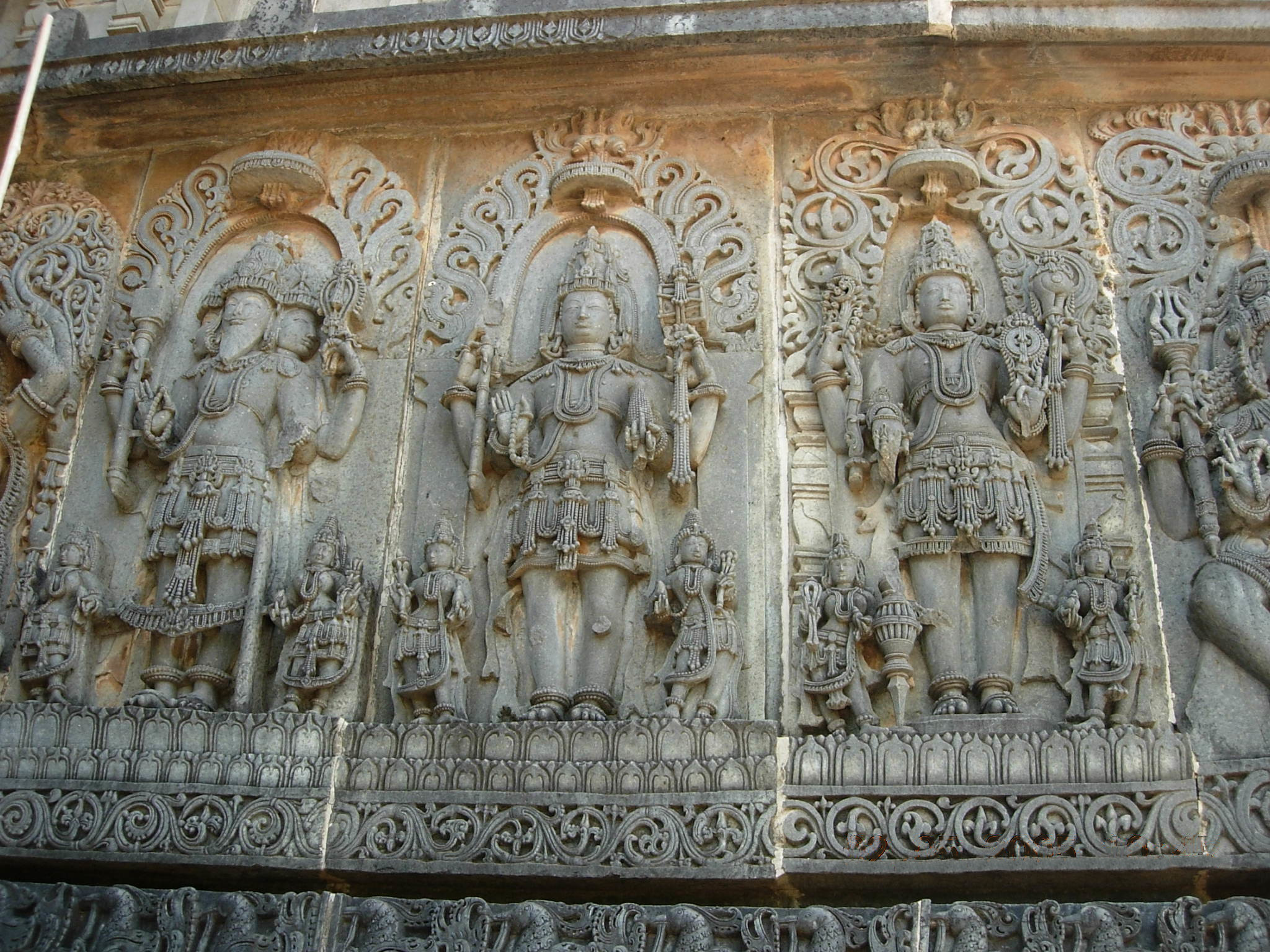
Trimurti

(sánscrito: त्रिमूर्ति trimūrti, ‘tres formas’ o ‘trinidad’) es

el grupo de los tres dioses hindúes más importantes presentes en las varias religiones que conforman el hinduismo.
Los tres dioses que conforman el Trimurti actual en la mitología hinduista, son:
- Brahmā, el dios de cuatro cabezas que se ocupa de crear el universo. No se debe confundir con Brahman (la divinidad impersonal).
- Śiva, el dios salvaje que destruye el universo en el fin del mundo.
- Viṣṇu, el dios de cuatro brazos, que preserva el universo.

En la India no se da ninguna trascendencia especial a estos tres dioses en cuanto grupo ya que la mayoría de los hinduistas adoran igualmente a los dioses en sus avatares, como Rama, Kṛṣṇa, y/o a sus Devi (esposas de los dioses).
Según Freda Matchett, en estas tres deidades primordiales se personifican las funciones cósmicas de creación, conservación y destrucción del mundo. aunque las denominaciones individuales pueden variar de esa alineación particular.
El legendario yogui Dattatreya a menudo es considerado no solo uno de los 24 avatares de Vishnu, sino también de Shiva y Brahma en un cuerpo con tres cabezas; siendo así considerado el avatar de la Trimurti.

## Nombre sánscrito
- trimūrti, en el sistema AITS (alfabeto internacional para la transliteración del sánscrito).
- त्रिमूर्ति, en escritura devanagari del sánscrito.
- Pronunciación:
  - /trímurti/ en sánscrito[10] o bien
  - /trimúrti/ en varios idiomas modernos de la India (como el bengalí, el hindí, el maratí o el palí).
- Etimología: ‘tres cuerpos’, siendo tri: ‘tres’, y murti: ‘cuerpo sólido, corporificación, corporeización, manifestación, encarnación, personificación’.[10]

## Historia de la Trimurti
En la mitología védica (anterior a la hinduista) los tres actuales dioses principales  (Brahmá, Visnú y Shiva) no existían o no tenían ninguna importancia: en el Rig-veda (el primer texto de la India, de mediados del II milenio a. C.) se nombra originalmente a otro trío de dioses principales, aunque no recibían el nombre de «trimurti»; estos eran:
- Indra (heroico rey de los devas),
- Agni (dios del fuego), y
- Soma (dios de la Luna y de la bebida psicotrópica homónima).

En cambio el Nirukta (7.5), de Iaska, se presenta otro trío de dioses principales del Rig-veda:
- Indra (heroico rey de los devas),
- Agni (dios del fuego), y
- Suria (dios del Sol).[10]

Las primeras apariciones de la palabra trimurti se encuentran
en el Kumara-sambhava 2.4, de Kalidás (hacia el 500 d. C.),
en el Chatur-varga-chintámani 11.547 de Jemadri (1210-1274), y
en el escoliasta del Rama-tapanía-upanishad 16 (del siglo XI o XVI).
La trimurti conocida actualmente (de Brahma, Visnú y Shiva) es la puránica, llamada así porque los dioses que promociona son presentados por primera vez en los Puranas (textos escritos a lo largo del I milenio d. C.).
Por razones que no se conocen (pero posiblemente por asociación con el concepto de la Santísima Trinidad cristiana), el concepto de trimurti (como tres dioses principales) tuvo éxito entre los orientalistas británicos, y por ende en Occidente; pero en la India no se le da ninguna importancia trascendental por sobre alguna de las deidades individuales de la Trimurti. De hecho, el dios Brahma en particular solo tiene un templo en la India, en Púshkar.

## Representación de la Trimurti
Su representación suele mostrar o bien estos tres dioses, o bien uno junto al otro (sentados o de pie), o bien reunidos en un solo cuerpo (que tiene, entonces, tres cabezas, seis brazos y seis piernas). También se los muestra asociados con sus consortes, que simbolizan la energía (Sakti), la naturaleza o materia (Prakriti), y el movimiento; mientras que ellos representan el ser y la conciencia (Púrusha), y la inercia. De este modo Laksmí completa a Visnu (la prosperidad —Laksmí— está condicionada por la preservación), pareja que se encuentra mutuamente completada por la de Sakti (o Parvati-Kali-Durga) y Shiva (la energía y naturaleza femenina completando la conciencia masculina), y finalmente por Brama y Sarasvati (el conocimiento —Sarasvati— siente necesario en la creación). Así, las tres Devís principales,  Lakshmí (riqueza), Párvati (amor y espiritualidad) y Sáraswati (cultura y artes), conforman la Tridevi; el equivalente femenino de la Trimurti.
En Bodh-Kharbu en el Tíbet, hay una Triratna o Parameshra, constituida por tres pequeños templos construidos con ladrillos pintados de negro, amarillo y blanco, que simboliza Buda, Dharma y Sangha respectivamente. Cuando se representan unos ojos en la parte superior de estos templos, representan respectivamente a Jagannath, si están en el templo negro; Subhadra si están en el amarillo y Balarama o Balabhadra cuando están en el blanco.

### Brahma
Como parte del hinduismo, Brahma es considerado como la deidad suprema que actúa como creador de todo el mundo y el universo, y, por tanto, en virtud de su cargo, es el primero de la tríada de deidades. Siendo el creador del universo, Brama es el primero antes de Vishnu el arquero y preservador, y Shiva el destructor, pero al mismo tiempo, los investigadores señalan que los sujetos en los mitos y leyendas de la antigua India, y la proporción de las responsabilidades funcionales lineales (desde el punto de vista de la creación y su desarrollo) no siempre son respetadas y con frecuencia son sujetos a modificaciones o sincretismos; ya que los otros devas y principalmente a los presentes en la Trimurti se les puede atribuir una existencia previa a la creación del mundo. Sobre esta base, en las versiones épicas arcaicas, en los textos más antiguos de la mitología hindú, las tres de estas características se correlacionaron únicamente con Brahma. Además, hay que señalar que los aspectos incluidos en la tríada de deidades Brahma, en contraste con Vishnu y Shiva, es la esencia de la más abstracta y se involucra en menor medida en las historias, mitos y leyendas. En estos casos, cuando Brahma sigue apareciendo en la mitología, su función es muy especializada y tiene un carácter más general —en la medida en que, en algunos temas, en vez de Brahma en el mismo acto está el papel de Vishnu o Shiva, que finalmente expulsaron a Brahma del centro de historias mitológicas del hinduismo—. Sin embargo, el papel de Brahma entre bastidores es considerado como muy importante para la religión hindú. 
En términos generales, cuando se hace un intento de evaluar la imagen mitológica de Brahma, se debe prestar especial atención a los orígenes de esta imagen. Posiblemente, la genealogía de Brahma implica que el concepto abstracto de una deidad podría preceder un concepto particular, que correspondía a una estructura ritual o principio universal, esto, en particular, mediante el estudio de las fuentes, según la cual en los Vedas el término neutro «brahmán» inicialmente se correlaciona con una oración-fórmula o una expresión verbal de un principio universal, y más tarde llegó a ser utilizado incluso para referirse a este mismo principio (el absoluto Brahman). Más tarde, este mismo concepto podría ser objeto de personalización en la forma de un Dios en particular.

### Visnu

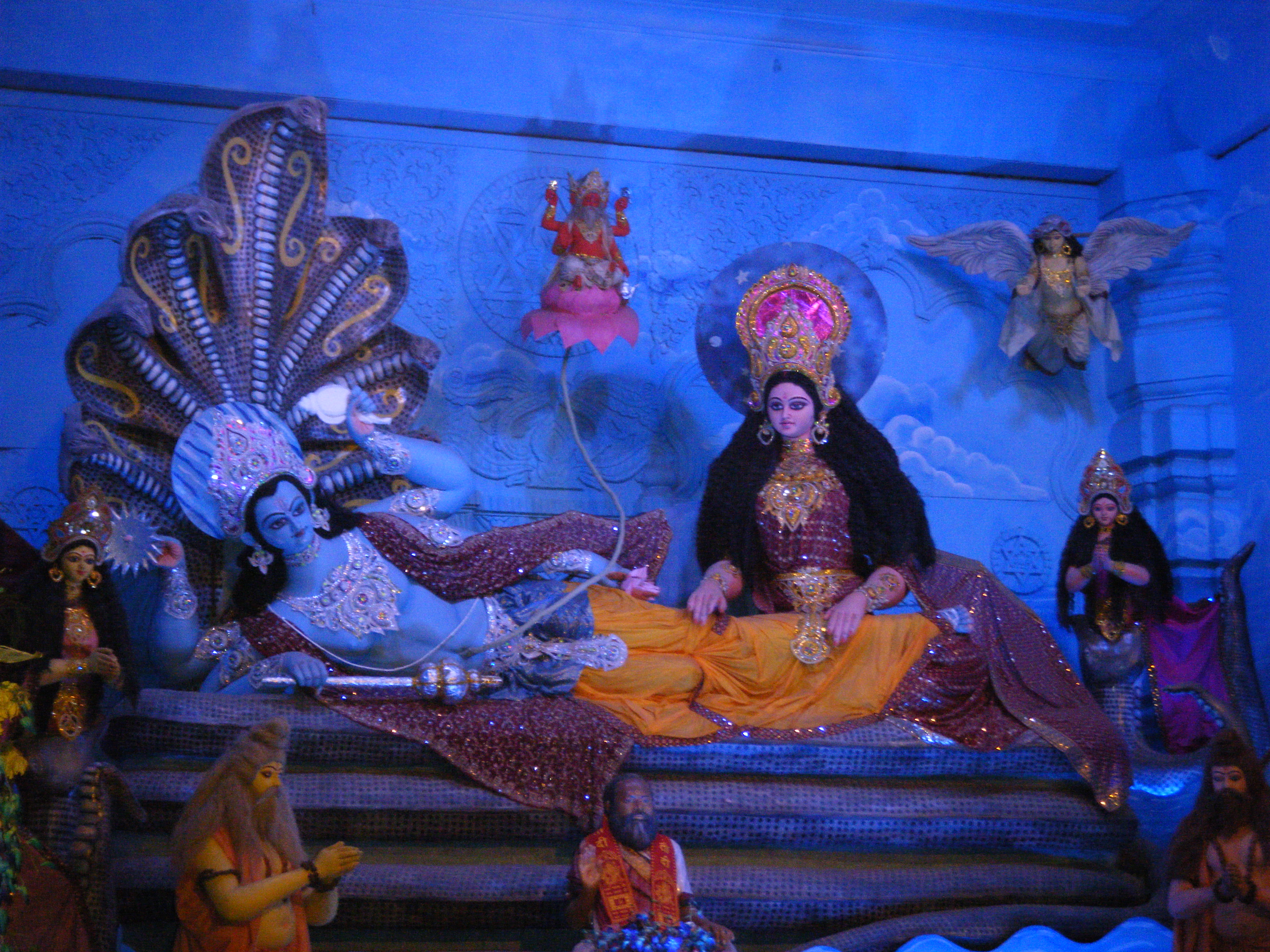
El señor Visnu.

Visnu también se lo conoce con el nombre de Narayana. Se encarna especialmente en Krishna y Rama. Dentro del hinduismo hay varias creencias respecto a la trascendencia de Visnu. Es representado en color azul y con cuatro brazos para simbolizar que puede llegar a todas partes.
Aunque en los himnos védicos Visnu no es una de las divinidades más importantes, su lugar en el Trimurti es muy importante. Al brahmanah su importancia aumenta ligeramente, pero la cifra de importancia primordial se encuentra sólo en las epopeyas y los Puranas. La etimología de su nombre no es del todo clara, algunos expertos sugieren que tiene un origen indoeuropeo. Anteriormente basado en los mitos de los "tres pasos" de Visnu, se interpreta como una representación metafórica del sol, según la mitología europea se supone que Vianu era originalmente un dios-padre del sol (Dyeus), en el presente este punto de vista es controversial. Como parte de una tríada de dioses, Visnu actúa como guardián del universo, a pesar de que el creador del mundo y, en consecuencia, una figura más importante en este contexto, es Brahma. El concepto de Trimurti tiene la mayoría de sus representaciones en los Puranas, y empatado en el lugar más alto de la tríada está Vishnu. En estos casos se proclamó el fundamento y la esencia del ser, su origen y el absoluto. Puntos de vista similares están presentes y se describen en la épica, donde Visnu o sus avatares actúan como los personajes centrales. En algunos temas mitológicos, por ejemplo, el mundo es tratado como una forma de existencia de Visnu, mientras que otros atribuyen a esta deidad un papel importante en la regeneración del mundo tras el fin del universo.
A su vez, los mitos sobre los avatares de Visnu se centran principalmente en las razones de su victoria sobre la deidad maligna (por la que, de hecho, toma una forma particular). Independientemente de qué tipo de manifestaciones de Visnu se tratan en una historia en particular, en cada caso personifica la buena energía del universo y el cosmos. Sin embargo, la presentación de esta energía en unos determinados sistemas filosóficos y religiosos o conceptos mitológicos se caracterizan por ciertas diferencias: la gama de manifestaciones puede variar de algunos de lo absoluto, lo que no se puede describir, hasta un tipo de Dios personal que es objeto de un fuerte vínculo emocional por parte de cualquier persona. Hay que tener en cuenta que, por ejemplo, en el Visnú de la mitología épica se identifica gradualmente con una serie de diferentes imágenes.

### Shiva

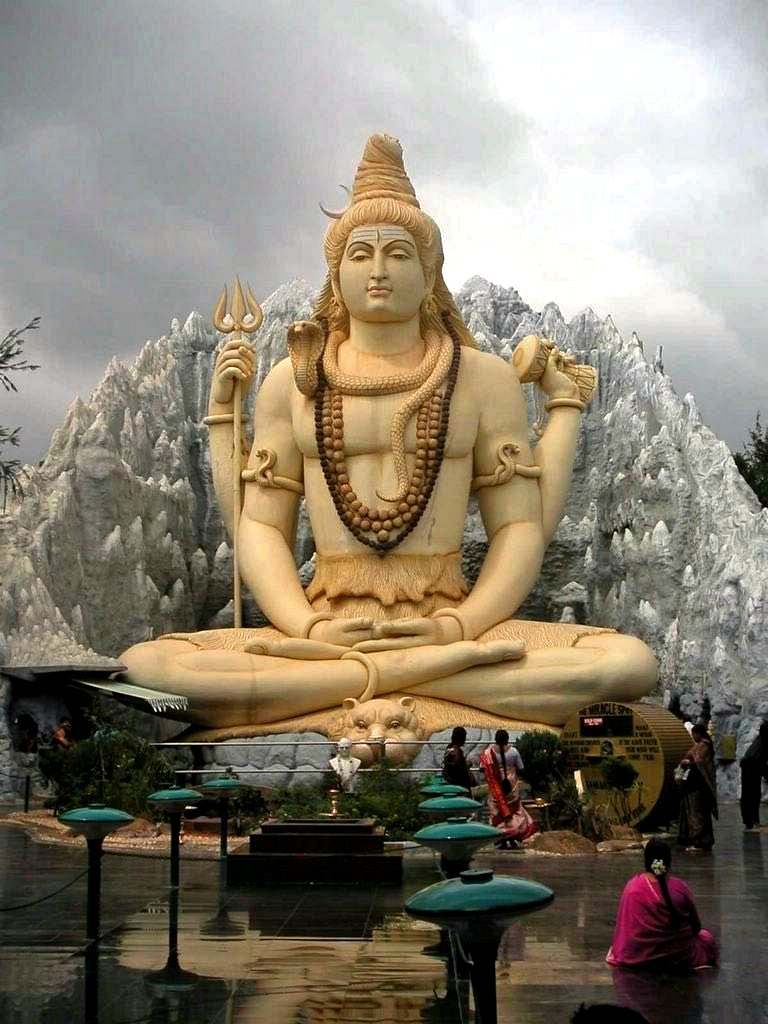
Estatua de Shiva en Bangalore.

Xankarao Mahadeva. Dios del sacrificio de la mitología india, Shiva es el aspecto destructor de la Trimurti, pero en un sentido positivo (destrucción para reconstruir) y asume otros muchos papeles como el de señor de los ascetas (Mahadeva). Acostumbra a ser representado como una figura de cuatro brazos con una luna creciente en la cabeza y una serpiente en el cuello, con un tridente en una mano y un tambor en la otra y un tercer ojo en el frente.
La aparición del Señor Shiva en el panteón como una deidad independiente tuvo lugar bastante tarde —en el siglo II a. c.—, pero el culto de este dios existía mucho antes de esa fecha. En particular, la imagen prototípica asociada a Shiva, se encuentra en los iconos del tercer al segundo milenio antes de Cristo. Muchas de las características y funciones específicas de Shiva, los Vedas, se asociaron con la deidad Rudra, más tarde se convirtió en el nombre principal, intercambiando lugares con el mismo eufemismo. Desde hace mucho ha habido una asimilación de esta imagen en la que se unieron varias características, a veces muy contradictorias (ira - la gracia, etc.). Asimismo, por ejemplo, en el Shaiva esta es la deidad suprema y representa tanto destruir y crear, como el principio del tiempo.
Los investigadores señalan que los aspectos de la imagen de Shiva, que están directamente relacionados con su papel creativo, encuentran su encarnación metafórica de uno de sus personajes principales, que corresponde al masculino - lingam. El principal objeto del culto de Shiva, respectivamente, son las imágenes en forma de columnas de piedra linga, que, a su vez, está situada en el símbolo del femenino - yoni. Algunos conceptos filosóficos y religiosos que contienen este conjunto de caracteres son sobre todo el símbolo metafórico de la creación.
En la tríada de dioses, Shiva es la clave para la función de la destrucción, asociado a la destrucción del mundo y de los dioses, al final de cada período del universo. En este sentido, tanto la apariencia como el culto real de Shiva adquieren una serie de características destinadas a intimidar. De este modo, la deidad (incluyendo su séquito) es vinculado a una variedad de criaturas, el tipo y propiedades de las cuales son extremadamente no naturales e hipertróficas. A veces Shiva también se muestra en la imagen del "gran asceta", de acuerdo con los temas mitológicos, fue condenado a la austeridad perpetua por haber cortado el quinto cabeza de Brama. También hay que señalar que en los Puranas hay 1008 listas de nombres o epítetos de Shiva, que caracterizan esta deidad con algunos de sus aspectos fundamentales.

## La filosofía del concepto de "Trimurti"
De acuerdo con la filosofía religiosa de la India, en la forma del Trimurti se suman tres de los principales principios supremos que se observan en el mundo visible —el inicio creador (Brahma), el final destructivo (Shiva) y el principio defensivo (Vishnu)—. Los tres existen en una deidad, y cada uno de los tres es un ente independiente, al igual que los Vedas se dividen en tres partes principales y al mismo tiempo hay un solo libro. Todos ellos contienen una sola criatura que es param (suprema), guhey (secreta) y sarvatma (el alma de todo el mundo).
En construcciones filosóficas de la doctrina dualista Sankhya que coloca una distracción para el espíritu de la materia, los tres dioses supremos Brama, Vishnu y Shiva, y sus respectivas devis, como tres manifestaciones de una sola naturaleza de (puruṣa y Prakriti respectivamente) y la implementación de los tres gunas (cualidades que comenzaron el mundo). Brahma en este sistema filosófico es Rajas (actividad, la eficiencia, la pasión), Vishnu es Sattva (conciencia, claridad, equilibrio), Shiva es Tamas (pérdida del conocimiento, la inactividad, la inercia). Como se ha dicho más arriba, cada uno de los modos también se le asigna su propio color y elemento. Así que Brhama tiene la tierra roja, Vishnu el azul y el agua, y Shiva el negro y el fuego.
En la doctrina advaita, la Trimurti sería una forma que refleja al absoluto Brahman con cualidades (Saguna Brahman).

## Concepciones en el hinduismo
En general, se puede decir que el trimurti tiene un papel menor en el hinduismo de los últimos siglos que en la India antigua.

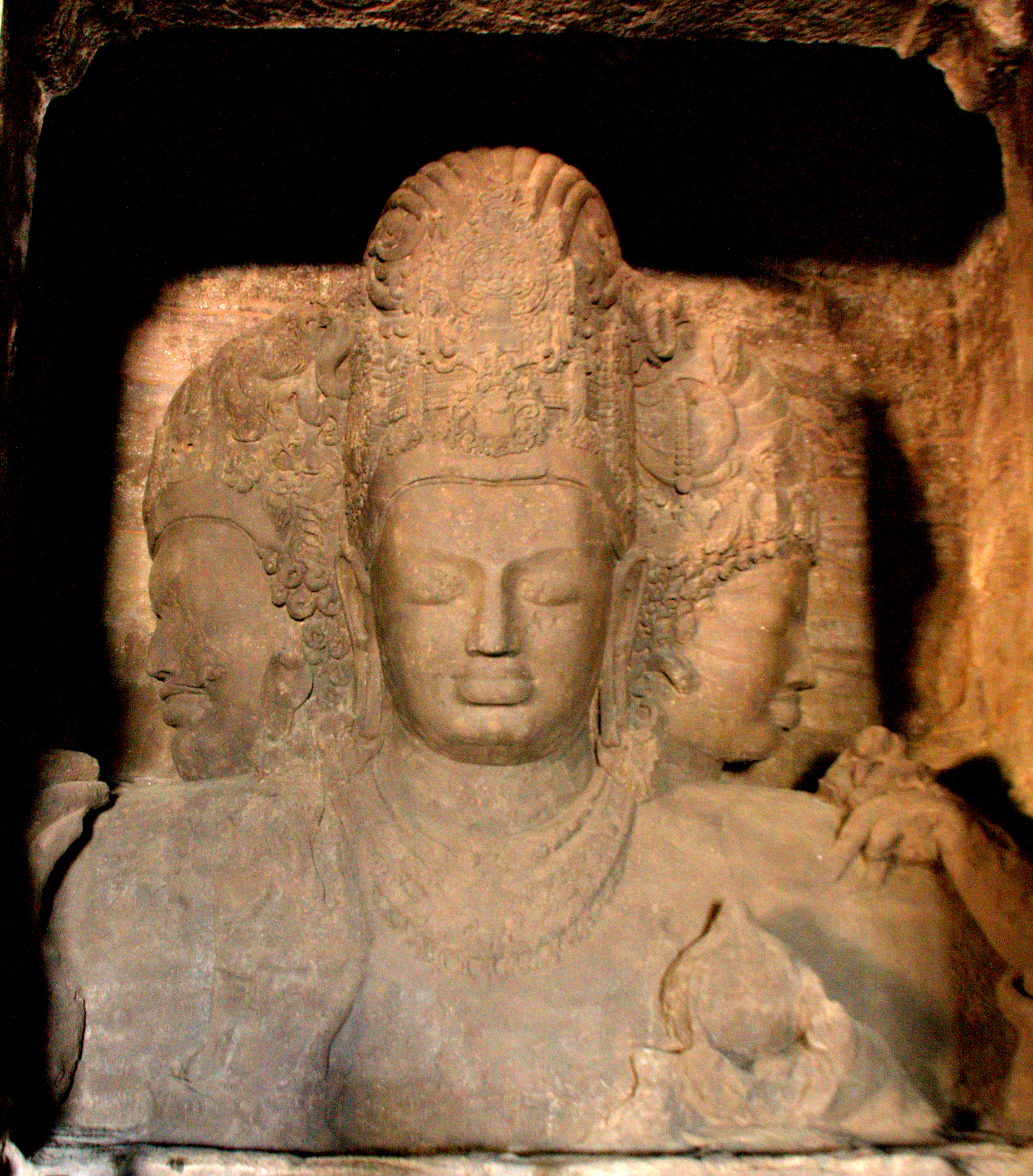
Escultura de Trimurti en la isla Elefanta.
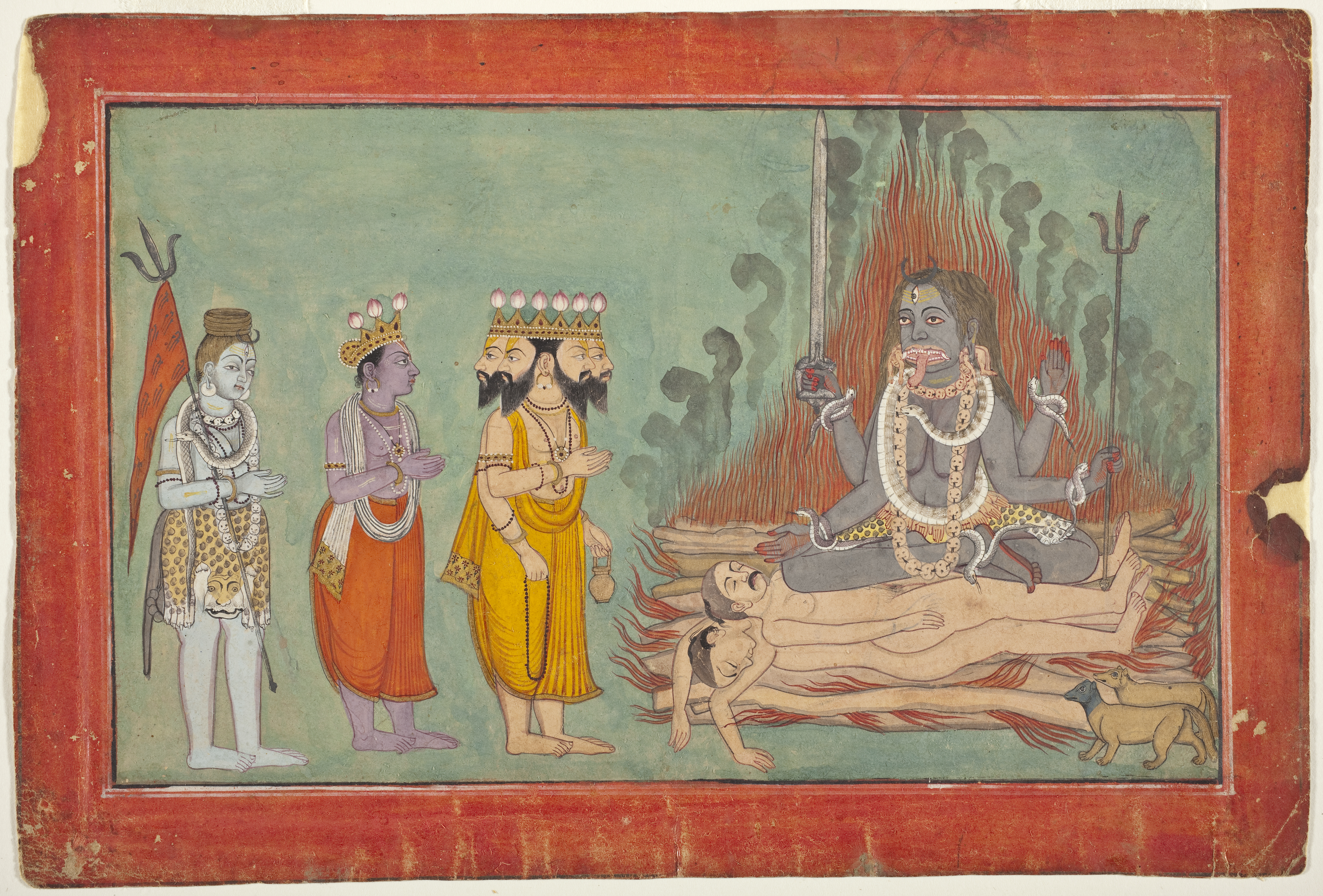
Shiva, Vishnu, y Brahma adorando a Kali.
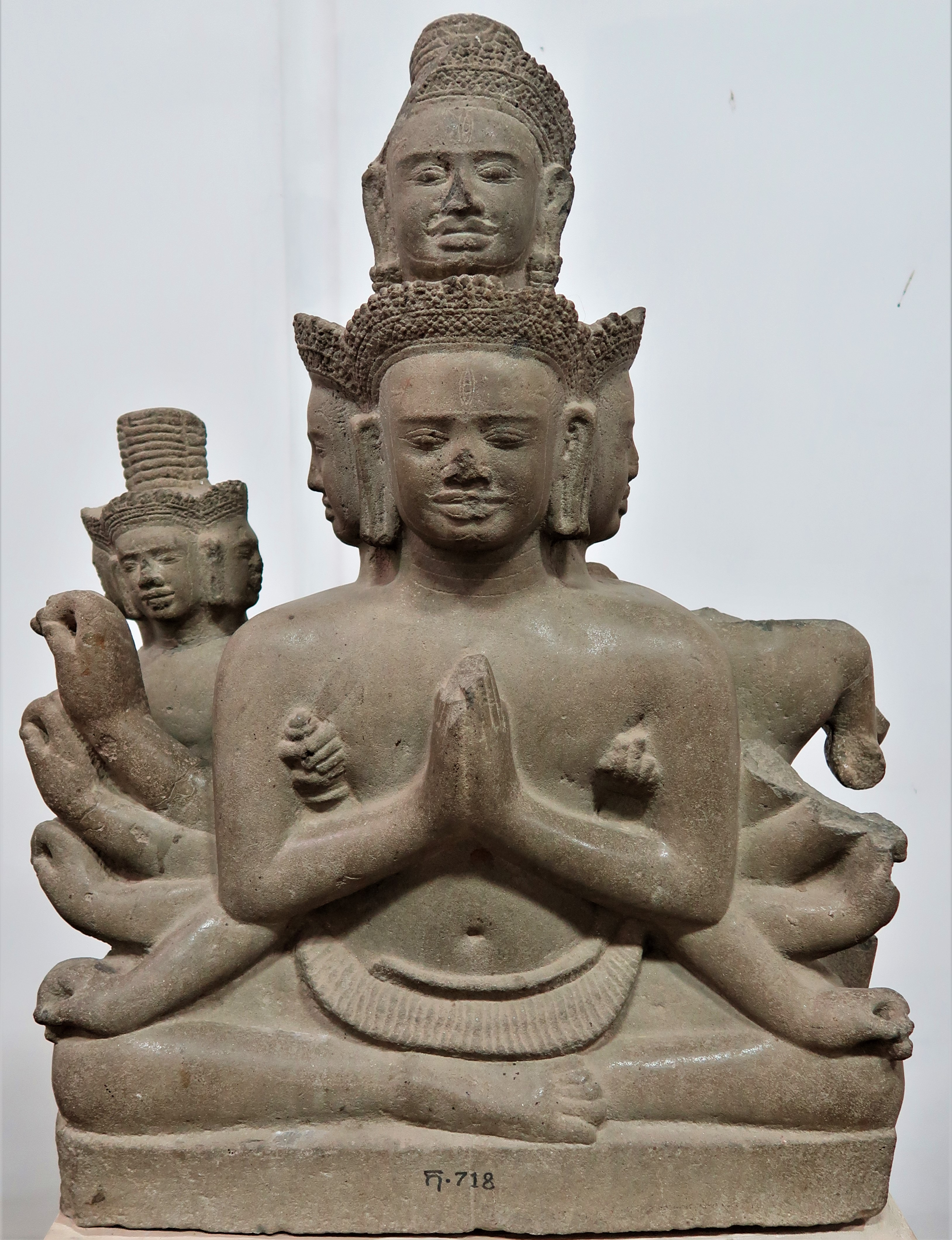
Trimurti de Angkor. Tallado en arenisca, la estatua se remonta al siglo XI. Expuesta en el Museo Nacional de Camboya.

### Shivaísmo

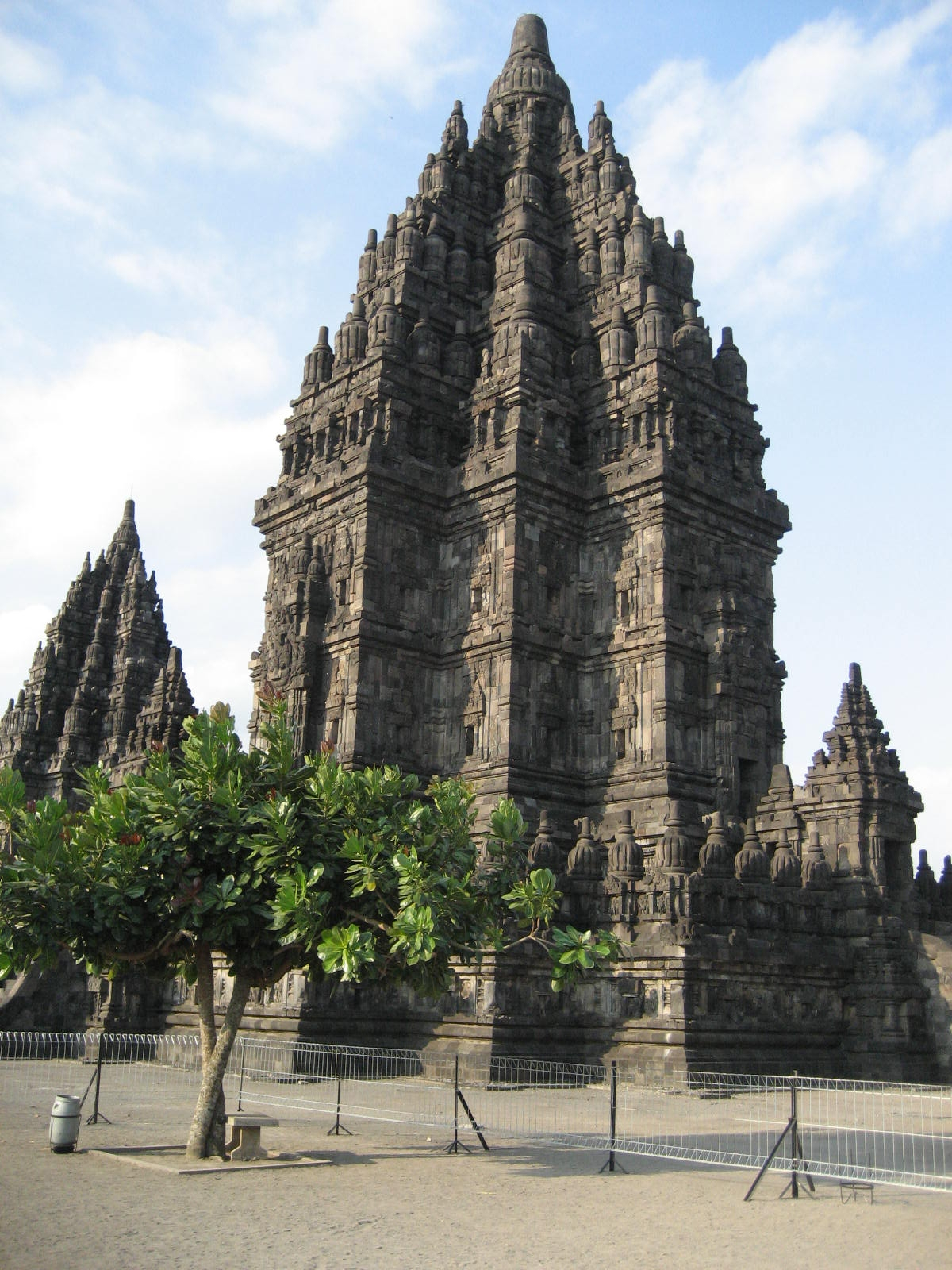
Templo de Shiva, el santuario principal del siglo noveno Prambanan, dedicado a la Trimurti, declarado Patrimonio Mundial de la UNESCO y el mayor templo hindú en Indonesia.

Los shivaitas sostienen que, de acuerdo con Shiva Agama, Shiva realiza cinco acciones: creación, preservación, disolución, gracia que oculta y gracia reveladora. Respectivamente, estas tres primeras acciones están asociadas con Shiva como Sadyojata (similar a Brahma), Vamadeva (similar a Vishnu) y  Aghora (similar a Rudra). Por lo tanto, Brahma, Vishnu y Rudra no son deidades diferentes de Shiva, sino que son formas de Shiva. Como Brahma/Sadyojata, Shiva crea. Como Vishnu/Vamadeva, Shiva conserva, como Rudra/Aghora, disuelve. Esto contrasta con la idea de que Shiva es el "Dios de la destrucción". Shiva es el Dios supremo y realiza todas las acciones, de las cuales la destrucción es solo una. Él es el primer Brahman. La consorte de Adi Parashakti. El ser atemporal. Shiva está más allá del espacio y el tiempo. Él es quien puede detener el tiempo. Shiva no es nada más que todos. Shiva es el más pequeño pero el más grande. El ser supremo en toda la eternidad. Ergo, el Trimurti es una forma de Shiva mismo para Shaivas. Los shaivitas creen que el Señor Shiva es el Supremo, que asume varios roles críticos y asume nombres y formas apropiados, y también trasciende todos estos. Un ejemplo visual prominnete de la versión shivaita de Trimurti es la escultura Trimurti Sadashiva en las Grutas de Elefanta en la isla Elefanta.

### Vishnuismo

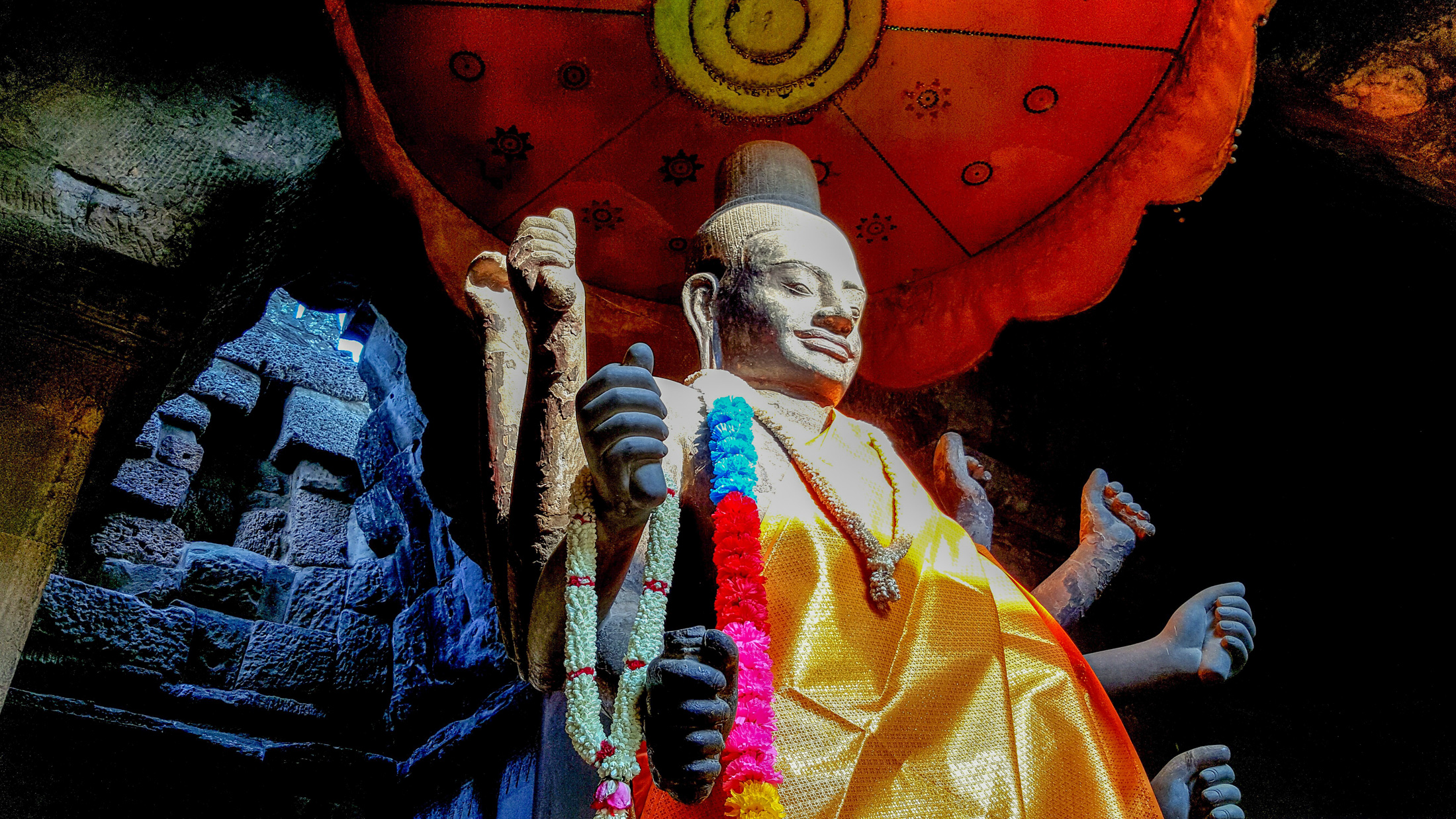
Murti de Visnu, la principal deidad adorada en Angkor Wat, Camboya.

A pesar de que el Vishnu Purana describe que Vishnu de manifiesta como Brahman para crear y como Rudra (Shiva) para destruir, el Vishnuismo por lo general no reconoce el concepto de Trimurti; en cambio, ellos creen en los avatares de Vishnu tales como Buda, Rama, Krishna, etc. Ellos también creen que tanto Shiva como Brahma son dos formas de Vishnu. Por ejemplo, la escuela Dvaita sostiene que solo Vishnu es el dios supremo, con Shiva subordinado, e interpretan las Puranas de manera diferente. Por ejemplo, Vijayindra Tîrtha, un erudito Dvaita interpreta las 18 puranas de manera diferente. Él interpreta las puranas Vaishnavitas como satvicas y las puranas Shaivitas como tamásicas y que únicamente las puranas satvicas poseen autoridad.

### Shaktismo
La denominación Shaktidharma centrada en el culto a las diosas (devís), asigna y/o enfatiza los roles eminentes de las tres formas  de la Divinidad Suprema no a los dioses masculinos más tradicionales, sino haciendo énfasis en las siguientes diosas: Mahasarasvati (Creadora), Mahalaxmi (Preservadora), y Mahakali (Destructora). Esta versión femenina de Trimurti es denominada Tridevi ("tres diosas"). Los dioses masculinos (Brahma, Vishnu, Shiva) son relegados al rango de agentes complementarios de la creación y su desarrollo, cuya energía (Sakti) presentes en ellos proviene de la diosa suprema que representa a la Tridevi.
En el primer libro, capítulo 4 de la Purana Srimad Devi Bhagwat, Devi se refiere a Trimurti de la siguiente manera:
"Soy Adi Parashakti. Soy la dueña de este universo. Yo soy la Realidad Absoluta. Soy dinámica en forma femenina y estática en forma masculina. Pareces gobernar el universo a través de mi energía. Tú eres la forma masculina de la Realidad Absoluta, mientras que yo soy la forma femenina de esa Realidad. Estoy más allá de la forma, más allá de todo, y todos los poderes de Dios están contenidos dentro de mí. Debes saber que yo soy la eterna energía ilimitada".
Luego dijo: ¡Brahma! Serás generador del universo; la Diosa Sharada (Saraswati) es tu consorte, será reconocida como la diosa de la sabiduría y el sonido primigenio. Señor Brahma, esta diosa estará contigo cuando crees el universo.
Ella continuó: ¡Señor Narayana (Krishna)! No tienes forma, pero tomas forma. Te asigno a ser el preservador del universo. Tomarás encarnaciones diferentes para salvar a los habitantes de este universo. ¡Oh Narayana! Has creado al Señor Brahma, y Brahma creará además treinta y tres tipos de dioses y diosas. Soy la diosa Mahamaya, que te ha hecho reaparecer de tu sueño místico. Tu consorte será la diosa Lakshmi. Señor Vishnu, esta diosa estará contigo cuando gobiernes/ mantengas el universo. Cuando la vida evolucione, tomarás la forma de Vishnu, quien realizará la tarea de observar y preservar este universo.
Finalmente ella instruyó: Oh Señor Rudra Shiv, el Gran Dios, tú eres la personificación del tiempo, que está por encima de todo. Vas a realizar la tarea de destruir y regenerar este universo. Cuando no tienes forma, el tiempo se detiene. Es debido a mi poder de que te vuelvas dinámico y seas capaz de provocar la destrucción y regeneración de este universo. Mahakali soy yo mismo, mi forma completa, mientras que Laxmi y Saraswati son solo mis clones, mis formas parciales, pero debido a la meditación, superarás todas mis formas. Es entonces que me encarnaré desde tu mitad izquierda en mi forma manifestada. Esta forma será mi forma más verdadera manifestada. Señor Shiva, Ella realizará la tarea de destruir el mal y será tu consorte.
Así, a partir de sus características, se puede considerar a la Tridevi o Sakti de la Trimurti, como otra forma de representación del absoluto Brahman con cualidades.

### Smartismo
El Smartismo es una denominación del hinduismo que pone énfasis en un grupo de cinco deidades en vez de una única deidad. El sistema de "adoración de las cinco formas" (pañcāyatana pūjā), por el filósofo del siglo IX Adi Shankara entre los brahmanes ortodoxos de la tradición Smārta, invoca a las cinco deidades Ganesha, Vishnu, Brahma, Shakti y Shiva. Posteriormente Adi Shankara agregó Kartikeya a estas cinco, con lo cual quedaron seis en total. Este sistema reformado fue promovido por Śankarācārya principalmente para unificar las deidades principales de las seis sectas principales con igualdad de estatus. La filosofía monisma enseñada por Śankarācārya hizo posible elegir a una de ellas como una deidad principal preferida y a la vez adorar las otras cuatro deidades como formas diferentes de Brahman omnipresente.

### Sauram
La secta Saura adora a Surya como la personalidad suprema de deidad y el saguna brahman no acepta a Trimurti, ya que considera que Surya es la representación de Dios. Formas primigenias de Trimurti a veces han incluido a Surya en vez de Brahma, o como un cuarto por encima de Trimurti, de los cuales los otros tres son manifestaciones de este; Surya es Brahma por la mañana, Vishnu por la tarde y Shiva al atardecer. Surya también era miembro del Trimurti original védico, que incluía a Váruna y a Vaiu. Algunos Sauras adoran bien a Vishnu o Brahma o Shiva como manifestaciones de Surya, otros adoran a Trimurti como una manifestación de Surya, y otros solo adoran a Surya.

## Paralelismo con otras religiones
El historiador inglés Arthur Llewellyn Basham explica los antecedentes de la Trimurti de la siguiente manera, teniendo en cuenta el interés occidental sobre la idea de la trinidad:
"Los primeros estudiosos occidentales del hinduismo quedaron impresionados por el paralelismo entre la trinidad hindú y la del cristianismo. Pero de hecho, el paralelismo no es tan cercano, y, a diferencia de la Santísima Trinidad del cristianismo, la trinidad hindú nunca fue realmente popular. El trinitarismo indio tiende a favorecer a uno de los tres dioses; de esta manera, tenemos en consideración el contexto, está claro que el himno que Kalidasa dedica a la Trimurti en realidad se dirige a Brahma, considerado como el gran dios en este caso. La Trimurti fue en realidad un desarrollo artificial, y que tuvo poca influencia real".
En la teología cristiana, la Santísima Trinidad es la suma del Padre, Hijo y el Espíritu Santo. 
El trimurti hindú tiene igualmente paralelismos en otras religiones, como: 
- El budismo, en la cual la trinidad llamada Triratna, está representada por Buda, el Dharma y Sangha;
- El taoísmo, representado a través de Los Tres Puros,
- En la tradición japonesa, representada por los Zouka Sanshin (los tres creadores), conformada por Ame-no-minaka-nushi-no-kami, Kami-musumi-no-kami y Takami-musubi-no-kami.
- Los antiguos egipcios de las primeras dinastías igualmente concebían su trinidad con el Dios-Sol, la Madre-Tierra y un conjunto que conformaba el Hijo formado por el Sol sobre la Tierra.[24]

## Templos de Trimurti

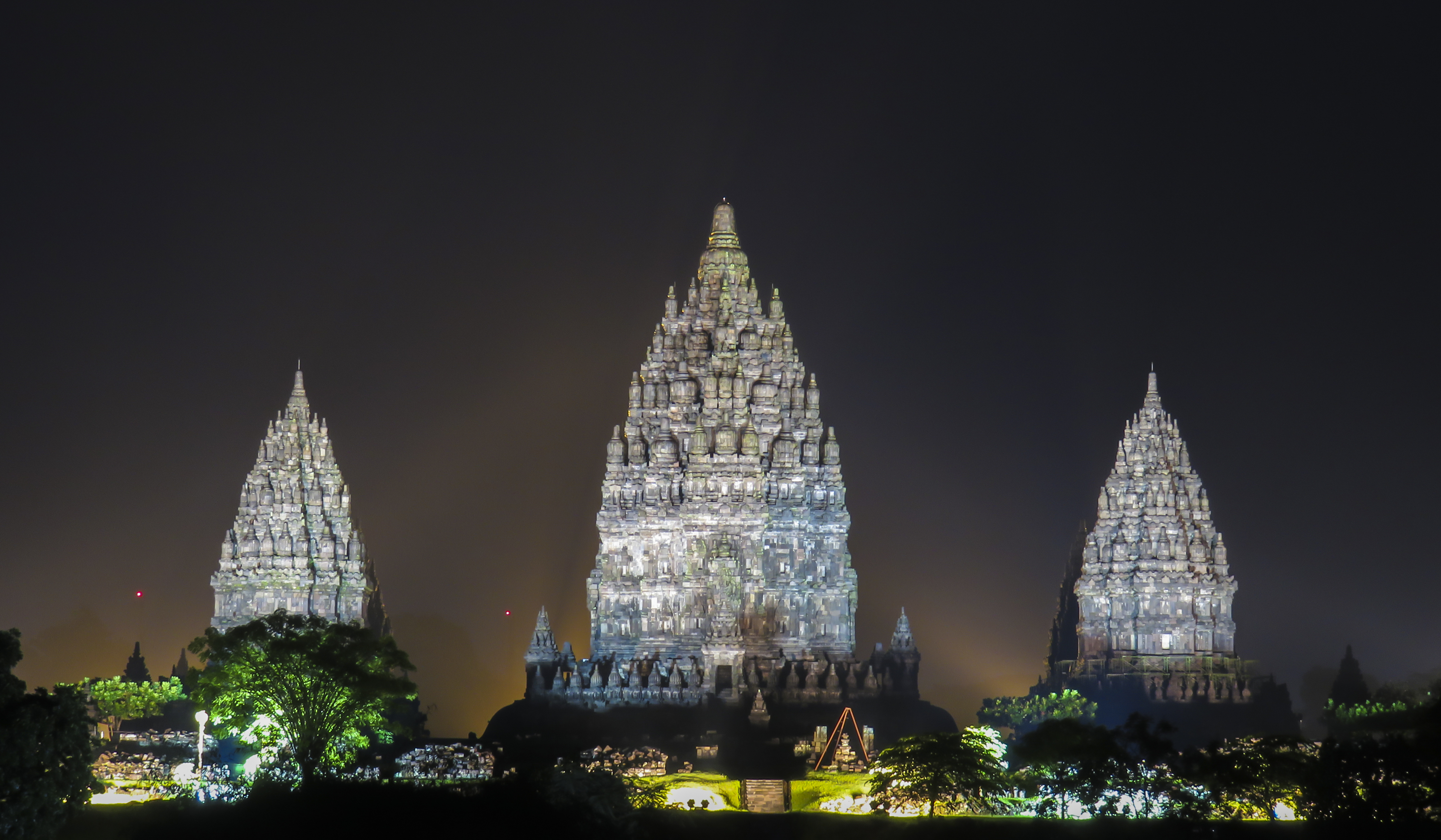
Las tres torres principales del complejo de templos Prambanan del, el mayor sitio de templo hindú en Indonesia.

Los templos dedicados a diversas permutaciones de Trimurti se pueden ver ya en el siglo VI, y todavía hay algunos templos en la actualidad en los que se adora activamente a Trimurti.
- Templo Trimurti Baroli
- Grutas de Elefanta
- Templo Trimurti Mithrananthapuram
- Templo Trimurti Prambanan
- Templo Trimurti Savadi
- Templo Trimurti Thripaya